# St. James (Minnesota)
St. James é uma cidade localizada no estado americano de Minnesota, no Condado de Watonwan.

## Demografia
Segundo o censo americano de 2000, a sua população era de 4695 habitantes.

## Geografia
De acordo com o United States Census Bureau tem uma área de
6,0 km², dos quais 5,9 km² cobertos por terra e 0,1 km² cobertos por água.

## Localidades na vizinhança
O diagrama seguinte representa as localidades num raio de 20 km ao redor de St. James.